# Everyman's Price
Everyman's Price er en amerikansk stumfilm fra 1921 af Burton L. King.

## Medvirkende
- Grace Darling som Ethel Armstrong
- E.J. Ratcliffe som Henry Armstrong
- Charles Waldron som Bruce Steele
- Bud Geary som Jim Steele
- Nita Naldi